# Serps i escales
Serps i escales, conegut originalment com a Moksha Patam, és un antic joc de tauler d'origen índic. Es juga entre dos o més jugadors en un tauler de joc que consisteix en una graella de quadrats numerats. La graella també conté una sèrie de "serps" i "escales", que connecten sempre dues graelles del tauler. L'objectiu del joc és avançar pel tauler fins a arribar a l'última casella abans que la resta de jugadors (un dau determina el nombre de caselles que avances cada torn). Si la teva peça arriba a una casella que correspon a la part inferior d'una escala, pots escollir pujar l'escala fins a la part superior, avançant així algunes caselles més; pel contrari, si correspon al cap d'una serp estàs obligat a retrocedir fins a la casella de la cua de la serp.
El joc és una cursa senzilla basada en la sort, i actualment es considera un joc infantil. En la versió comercial Chutes and Ladders, una de les més populars actualment, les serps són substituïdes per tobogans. La versió històrica tenia les seves arrels en les lliçons de moralitat, en què la progressió d'un jugador al tauler representava el viatge de la vida complicat per virtuts (escales) i vicis (serps). Tot i que existeixen diferents mides de tauler i diferents distribucions per les serps i escales, es sol complir que hi ha més quantitat de serps i aquestes tenen un efecte més gran que el de les escales.

## Matemàtiques del joc
El joc pot ser representat com una cadena de Markov d'absorció amb N estats, on N és el nombre total de graelles del tauler. Això és degut al fet que des de qualsevol quadrat, les probabilitats de passar a qualsevol altre quadrat són definides i fixes, i són independents als moviments ocorreguts anteriorment en la partida.
La llargària esperada d'una partida es pot obtenir utilitzant equacions lineals, obtenint recursivament els valors esperats.
Si definim {\displaystyle x_{i}} com el nombre esperat de torns necessaris perquè un jugador acabi el joc començant per la casella {\displaystyle i}, obtenim:
{\displaystyle x_{i}=1+{\frac {1}{6}}\textstyle \sum _{k=1}^{6}\displaystyle x_{f(i,k)}}
on {\displaystyle f(i,k)} és el nombre del requadre obtingut des de la casella {\displaystyle i} al obtenir {\displaystyle k} al dau.
Per a múltiples jugadors, la llargària total esperada del joc disminueix, ja que només cal que un arribi al final. Això es pot tenir en compte ampliant la mateixa equació, per exemple per dos jugadors:
{\displaystyle x_{i,j}=1+{\frac {1}{6}}\textstyle \sum _{k=1}^{6}\displaystyle x_{j,f(i,k)}}.
També es pot utilitzar una simulació de Montecarlo per predir la llargària mitjana d'una partida amb una determinada distribució de serps i escales.